# Дорошевичи (Гомельская область)
Дорошевичи (бел. Дарашэвічы, польск. Dereszewicze) — деревня в Лясковичском сельсовете Петриковского района Гомельской области Беларуси.
Около деревни есть геологическое обнажение, которое является памятником природы республиканского значения.

## География

### Расположение
В 22 км на запад от Петрикова, 19 км от железнодорожной станции Копцевичи (на линии Лунинец — Калинковичи), 212 км от Гомеля.

### Гидрография
На реке Припять (приток реки Днепр).

## Транспортная сеть
На автодороге Житковичи —  Петриков. Планировка состоит из 2 криволинейных широтных улиц, плотно расположенных между собой и соединённых переулками. На востоке к ним присоединяется короткая улица. Застройка двусторонняя, деревянная, усадебного типа.

## История
Обнаруженные археологами стоянка VII-VI-го тысячелетий до н. э. (в 1-1,5 км на запад от деревни) и стоянка III-го тысячелетия до н. э. (в 0,3 км на запад от деревни) свидетельствуют о заселении этих мест с давних времён.
По письменным источникам известна с XVIII века как село во владении иезуитов, а после роспуска ордена формально были переданы казне, а именно Комиссии Национального образования, в реальности же в 1777 году проданы епископу виленскому Игнатию Масальскому, от которого оно перешло в наследство его племяннице Хелене Массальской.
После 2-го раздела Речи Посполитой (1793 год) в составе Российской империи.
По ревизским материалам 1816 года во владении Киневичей. Через деревню проходила военно-коммуникационная дорога из Слуцкого уезда в Петриков.
В записях офицеров Генерального штаба Российской армии, которые знакомились с этими местами в середине XIX века, деревня характеризуется как малопривлекательное селение.
В 1877 году начала работать метеорологическая обсерватория, которая вела погодные наблюдения в этом регионе Полесья. Действовала пристань на реке Припять.
Согласно переписи 1897 года в Лясковичской волости Мозырского уезда Минской губернии. Действовали часовня, хлебозапасный магазин, ветряная мельница, трактир. В 1917 году деревенская школа размещалась в наёмном крестьянском доме.
В середине 1920-х годов создан совхоз «Дорошевичи». В 1930 году организован колхоз имени В. М. Молотова, работали винзавод (с 1932 года), 2 кузницы, шерсточесальня, хлебопекарня, стальмашня. Во время Великой Отечественной войны в боях за деревню в 1944 году погибли 18 советских солдат и партизан, в том числе Герой Советского Союза Н. П. Чалый (похоронены в братской могиле в парке). 114 жителей погибли на фронте. Согласно переписи 1959 года в составе совхоза «Бринёв» (центр — деревня Бринёв). Работали начальная школа, клуб, библиотека.

## Усадьба «Дорошевичи»
Одно из старейших имений Беларуси. Дата одно из могильных плит датирована 1535 годом.
В конце 18 века/начале 19 века (ок.1822 года) подкоморий Мозырского повета Кеневич Антоний Нестер выкупил имение Дорошевичи у помещицы Елены Мосальской.
Трое сыновей Иероним, Феликс, Ипполит.
Киневич Ипполит (1796—1811).
Сын Антония Нестера, Феликс Кеневич (1802, Дорошевичи — 1863), получил образование в Виленском университете, после учебы начал строительство усадьбы, выдвинут послом на сейм в 1831 году, руководитель восстания в Мозырском уезде, подавленного в июле 1831 г. Бежал в Варшаву, затем в Галицию, и в 1833 во Францию. Имение его было в 1832 году конфисковано. В 1834 году родился сын Иероним. Вернулся в Мозырь, но умер в 1863 году от паралича.
Сын Феликса, Иероним Кеневич (1834-06.06.1864), гражданин Франции, учился в Центральной парижской школе, инженер-строитель, преподаватель Политехнического общества, в 1859 году переезжает в усадьбу в Дорошевичах с семьей. Далее уезжает в Санкт-Петербург в Главное управление российских железных дорог, помощником главного инженера строительства Московско-Нижегородской железной дороги, а с марта 1860 года переходит на более высокооплачиваемую должность главного инженера Саратовской железной дороги. С 1859 по 1863 — в Москве. Бежал в Париж, был арестован в подготовке восстания по возвращению и расстрелян.
Владельцы из рода Кеневичей возвели и расширили усадьбу в стиле ампир, портик с четырьмя ионическими колоннами, поддерживающими тимпан. Со стороны Припяти усадьба имела полукруглый портик с четырьмя колоннами.
Второй сын Антония Нестера, Иероним Кеневич (ок. 1797—1884) спас родовое имение от конфискации после восстания 1831 года. В 1840-х он выкупил имение у брата Феликса, завершил строительство усадьбы и заложил парк, в которой построил семейную часовню-усыпальню.
Парк заложен на высокой террасе Припяти. Имеет в плане прямоугольник площадью более 6 га. Вместе с парком, оранжерейным хозяйством, подъездными и защитными аллеями образован большой в несколько десятков гектаров усадебно-парковый комплекс.
Планировочную структуру усадьбы определяли три въездные аллеи, пересекающие сады. По основной оси проходила тополевая аллея протяженностью 600 м. Въезд был зафиксирован пилонами с въездной брамой, по обе стороны которой стояли конюшни и каретная. За партером округлой формы в глубине парка располагался двухэтажный дворец, с шестиколонным портиком на въездной и четырехколонным на восточной части фасада. Дворец отличался декором, имел библиотеку и картинную галерею. Далее -см. А. Т. Федорук «Садово-парковое искусство Белоруссии» 1989.
Иероним Кеневич (1830—1911), маршалок Мозырского повета и сторонник партии Белых. Собрал в имении Дорошевичи ценную коллекцию старинных предметов, архив и произведения искусства.
В конце XIX — начале XX века в 1 км на юго-восток от деревни, на крутом берегу реки был разбит парк пейзажного типа (8 га) из местных и экзотических пород деревьев, который является памятником природы местного значения. В центре парка размещался одноэтажный усадебный дом в стиле классицизма, (не сохранился). Рядом находились одноимённая усадьба, часовня, спиртоочистительный завод и хутор Колония Дорошевичи.
31 октября 1902г в Дорошевичах Иеронимом Корниловичем Кеневичем был открыт лесопильный завод с отделением для спичечной соломки.
20 сентября 1907г в имении Дорошевичи родился Стефан Кеневич, польский историк. Закончив Познанский университет, с 1937 г. работал в «Скарбовом архиве» в Варшаве. С 1969 г. — академик Польской академии наук. Среди его работ есть книги о восстании 1863—64 гг.: «Январское восстание» (2-е изд., 1983 г.), «Дорошевичи 1863 г.» (1986 г.) и другие. Умер Стефан Кеневич 2 мая 1992 г., не дожив до своего 85-летия всего несколько месяцев.
Осенью 1917 года имение было разгромлено и разграблено. Мебель в стиле ампир, паркет из ценных пород дерева и беломраморные колонны в виде ребенка, несущего позолоченные канделябры уничтожена. Неизвестна судьба коллекции произведений искусств, библиотеки в 5000 книг, фамильных портретов мастеров того времени и других ценностей.
В руках наследников Кеневичей Дорошевичи находились вплоть до Рижского соглашения 1921 г., после перешло во владение БССР. В 1941 году усадьба была полностью сожжена.

## Население

### Численность
- 2004 год — 86 хозяйств, 154 жителя.

### Динамика
- 1795 год — 29 дворов.
- 1816 год — 138 жителей.
- 1834 год — 36 дворов 201 житель.
- 1897 год — 102 двора, 599 жителей; в усадьбе 7 дворов, 64 жителя; на хуторе Колония Дорошевичи 8 дворов, 53 жителя (согласно переписи).
- 1908 год — 125 дворов, 799 жителей.
- 1917 год — 1104 жителя.
- 1925 год — 146 дворов.
- 1959 год — 610 жителей (согласно переписи).
- 2004 год — 86 хозяйств, 154 жителя.

## Достопримечательность
- Парк (конец XIX века)